# ママは大ピンチ!!
『ママは大ピンチ!!』（ママはだいピンチ!!）は、1996年1月4日から2月16日まで、TBS系「花王 愛の劇場」枠で放送されていた日本の昼ドラマである。

## 概要
夫の会社の倒産を皮切りに、ごく平凡な家庭に次々と降りかかる災難とそれに立ち向かう主婦の姿をコメディータッチで描く。

## あらすじ
朝子と貴司の家族は新築マンションに引っ越すはずが、古びた木造アパートに行く羽目に。しかもそこは風変わりな住民ばかりが住んでいて...。

## キャスト
- 高橋朝子 - 城戸真亜子
- 高橋貴司 - 中原丈雄
- 高橋哲也 - 藤本央
- 高橋梢 - 大谷奈那実
- 高橋幸一 - 犬塚弘
- 矢代京子
- 日向明子
- 佐藤忍
- ベンガル
- 中野剛 - 西岡徳馬
- 和子 - 絵沢萌子
- 山村紅葉
- 内田春菊
- 山崎一
- 小島三児
- 伊東貴明
- 安田ひとこ
- あすか
- 大澤祐介
- 貴山侑哉
- 久我陽子

## スタッフ
- 脚本 - 綾部伴子、津軽海渡
- 演出 - 澤田アーサー貢、 黒沢淳
- 選曲 - 片野正美
- 演出補 - 舘野和彦
- 制作主任 - 中村隆行
- プロデューサー - 森下和清、杉村治司
- 制作 - TBS、テレパック

## 主題歌
- 「どんなに君がはなれていたって」

作詞 - 松井五郎 / 作曲 - 都志見隆 / 編曲 - 山本健司 / 歌 - 郷ひろみ